# Château de Kannonji
Les ruines du château de Kannonji (観音寺城, Kannonji-jō) sont situées sur la ligne de crête du mont Kinugasa dans la ville d'Azuchi, préfecture de Shiga, non loin des ruines du château d'Azuchi. Sur l'emplacement du château se trouvent les ruines de murs de pierre, un puits bordé de pierres et une pancarte historique. Le château fut nommé d'après Kannonsho-ji, un temple bouddhiste près du sommet de la montagne.

## Histoire
Durant la guerre des royaumes combattants, la famille Sasaki (佐々木), le clan Rokkaku, était dépositaire de l'autorité de connétable sur Ōmi et d'autres provinces voisines par la volonté des shoguns Ashikaga à Kyoto, et il fallait disposer d'un château comme centre administratif et militaire. Le sommet escarpé du mont Kinugasa où était déjà situé Kannonsho-ji fut choisi pour nouveau site. De cette position en hauteur, un château pourrait dominer la vue sur les plaines inférieures et servirait de symbole du pouvoir dans la région. La construction fut terminée en 1468 avec pour nom originel « château de Sasaki ».
Le château de Sasaki (désormais Kannonji) était conçu pour défendre la province d'Ōmi et était le château résidentiel du clan Rokkaku,. Le château fut attaqué et pris pendant la guerre d'Ōnin (1467-1477), peu de temps après la fin de la construction. Des travaux de rénovation furent effectués durant la période Kōji de l'époque Muromachi (1555-1558), et les remparts de pierre furent élargis pour recevoir de petits canons.
En 1568, Oda Nobunaga escortait Yoshiaki Ashikaga à Kyoto afin de l'installer shogun. Comme le convoi traversait la zone, les forces de Rokkaku, loyales au shogun Ashikaga en place, quittèrent leur bastion afin de perturber ou même arrêter son avance. Nobunaga défit les Rokkaku dans la bataille qui s'ensuivit et pénétra triomphalement et sans résistance dans le château de Kannonji, avant de reprendre son chemin vers Kyoto.
Le clan Rokkaku continua à utiliser le château de Kannonji comme base principale jusqu'à sa pire défaite par Shibata Katsuie en 1570. Il est probable que le château fut abandonné peu après. En 1582, le château fut assailli et incendié avec le château d'Azuchi, peut-être des mains des pillards de la paysannerie locale.
En 1969 et 1970, des objets furent découverts à l'occasion de fouilles archéologiques dans la cour d'honneur (hon-maru).

## Importance
Le château de Kannonji est considéré comme un des cinq plus beaux châteaux de montagne du Japon avec les châteaux de Kasugayama, Nanao, Odani et Gassenda.

## Galerie

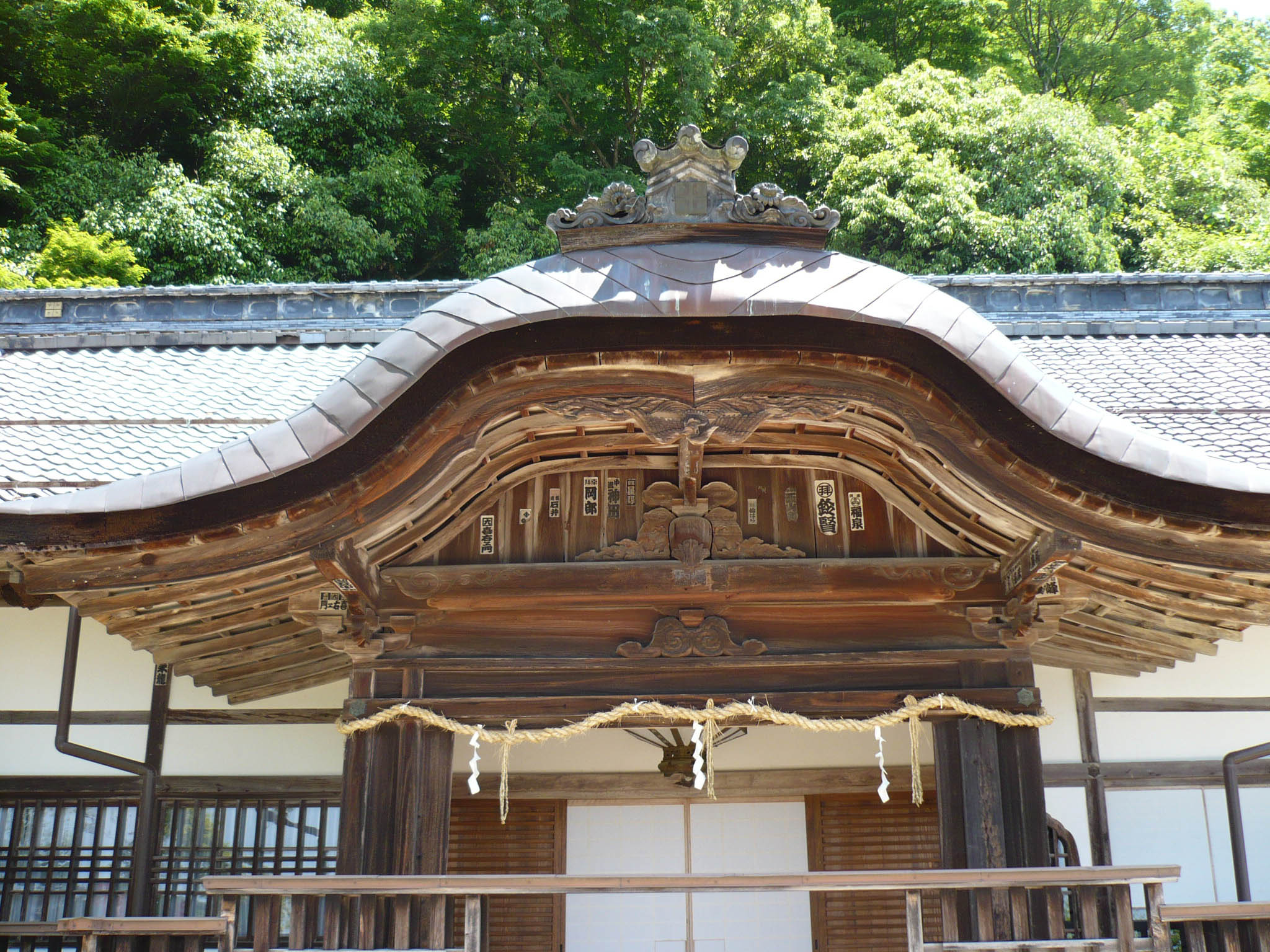
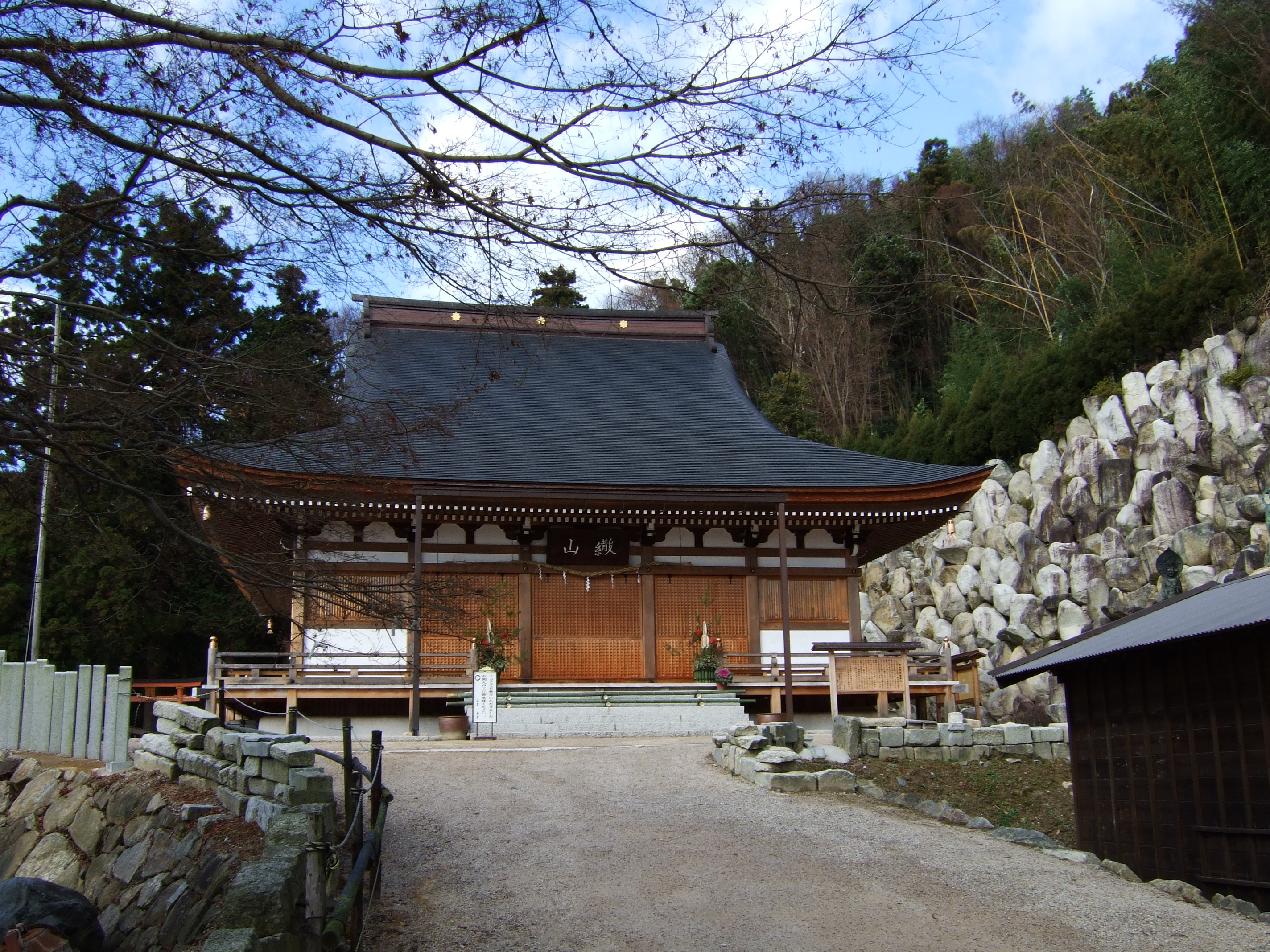
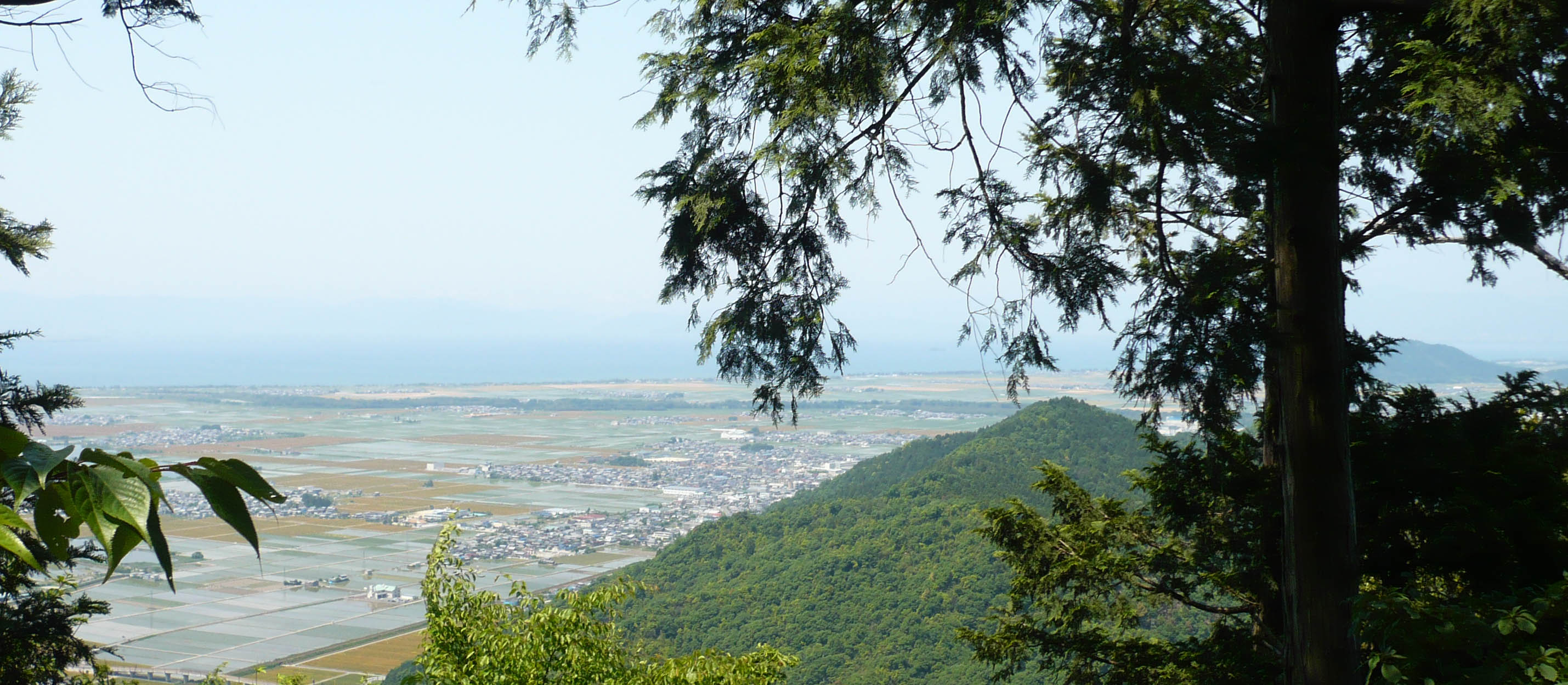
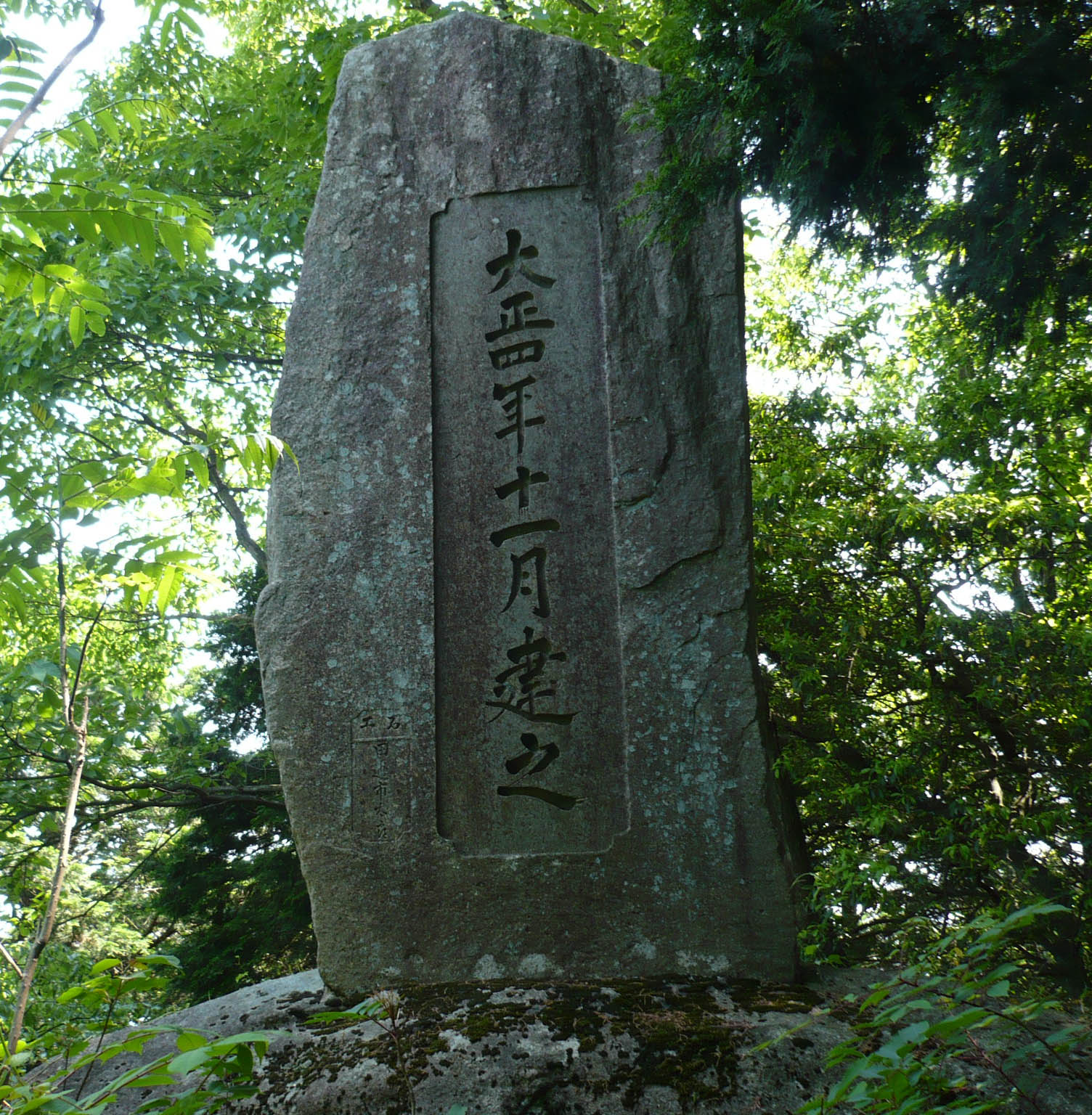
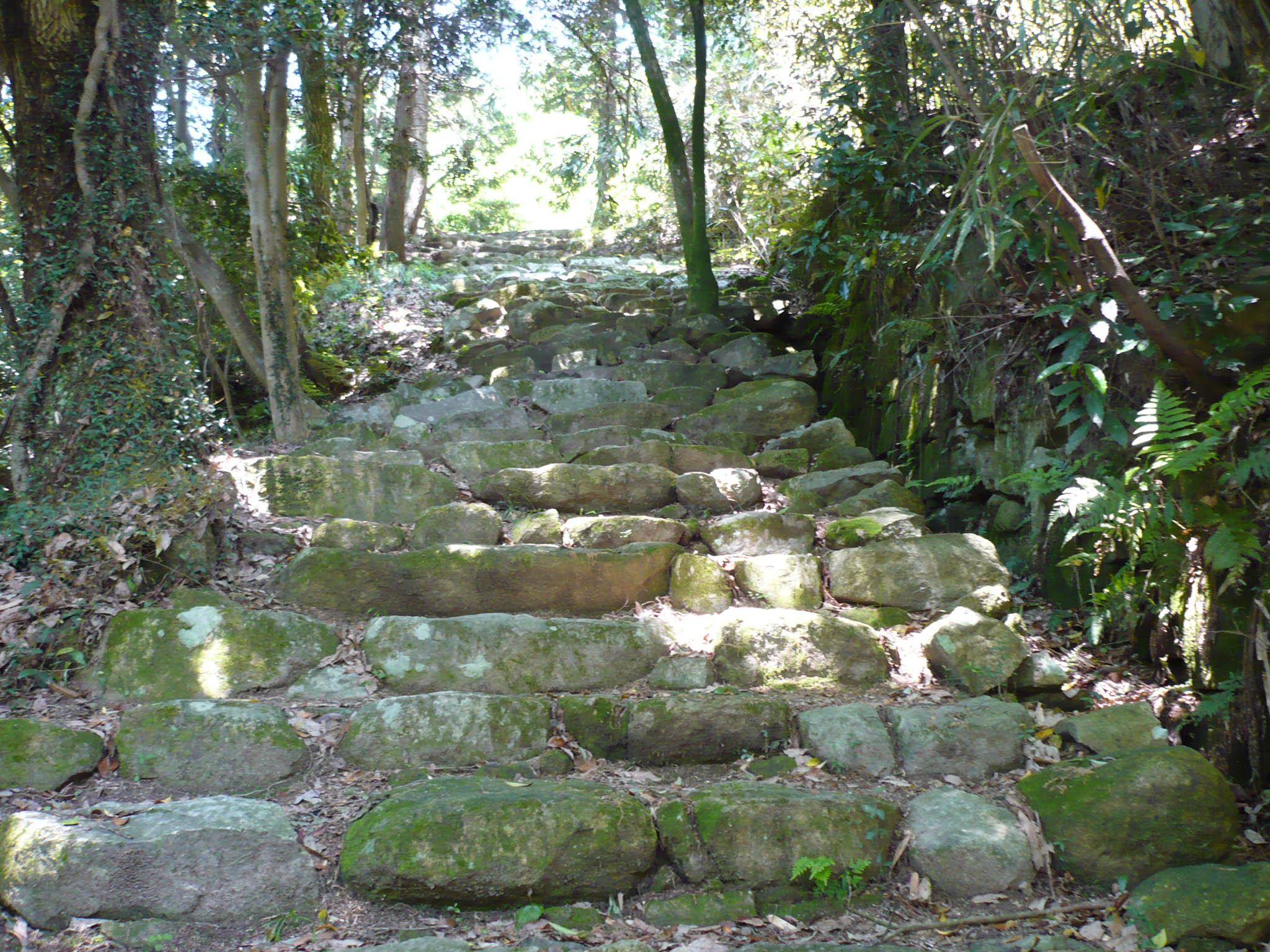